# Philodendron yutajense
Philodendron yutajense är en kallaväxtart som beskrevs av George Sydney Bunting. Philodendron yutajense ingår i släktet Philodendron och familjen kallaväxter. Inga underarter finns listade.